# Santuario italico di Schiavi d'Abruzzo
Il santuario italico è un'area archeologica nella provincia di Chieti, in Italia.
Si tratta di un santuario sannita del II secolo a.C. situato in località Colle della Torre, nel comune di Schiavi d'Abruzzo. Il primo impianto dell'area sacra risale agli inizi del II secolo a.C. (tempio maggiore e muro di terrazzamento). Il santuario venne ampliato agli inizi del I secolo a.C. con un secondo tempio. L'utilizzo, seppur in maniera sporadica, è attestato fino al IV secolo d.C. e sono stati rinvenute ceramiche che attestano una frequentazione fino in epoca medievale. Nel XIV secolo una frana ne segnò il definitivo abbandono.
Nel 1955 è stata rinvenuta nei pressi una necropoli con tombe a cappuccina e nel 1997 ne è stata trovata un'altra con tombe a fossa risalente al IX-VI secolo a.C., con le sepolture in seguito distrutte da tombe ad incenerazione del II-I secolo a.C.

## Struttura
Il santuario è impiantato su una terrazza sostenuta da un muro in opera poligonale e in blocchi squadrati sul lato occidentale. Sulla terrazza sorse un primo tempio di maggiori dimensioni (21 x 11 m), con quattro colonne in pietra sulla fronte e dotato di un podio, accessibile dalla scalinata frontale. Il fregio del tempio era rivestito da lastre in terracotta, rinvenute negli scavi. Successivamente vi sorse un secondo tempio minore (13,30 x 7,40 m), privo di podio, davanti al quale era presente un altare. La cella conserva il pavimento in signino decorato con tessere di mosaico bianche. Presso il tempio minore è stata trovata nel 1971 una stipe votiva con materiale risalente al III-II secolo a.C.